# Harvard Kennedy School
La Harvard Kennedy School o John F. Kennedy School of Government (HKS) è un'istituzione accademica (scuola) dell'Università di Harvard a Cambridge, Massachusetts negli Stati Uniti. È stata fondata nel 1936 ed è una scuola di specializzazione interdisciplinare per scienze politiche, economia politica e politica pubblica.

## Storia
La struttura si chiamava Harvard Graduate School of Public Administration quando è stata fondata ed è stata resa possibile da una donazione di 2 milioni di dollari da parte del politico Lucius N. Littauer. Nel 1937 ha accolto i suoi primi studenti. Nel 1966 fu ribattezzata in onore del presidente John F. Kennedy, assassinato tre anni prima.

## Brasiliani alla Harvard Kennedy School
Nell'autunno del 2007, Geraldo Alckmin è stato uno studente in visita al Weatherhead Center for International Affairs, studiando varie materie alla Harvard Kennedy School. Secondo le informazioni fornite dal club degli alunni del college, si stima che più di 50 brasiliani abbiano già studiato presso la scuola.

## Reputazione
L'Harvard Kennedy School è una delle migliori classificate nello US News & World Report, che classifica le migliori scuole di laurea, master e dottorato in politica pubblica negli Stati Uniti. Nel 2008, la scuola si è classificata seconda nella classifica generale e prima nelle sottocategorie di politica pubblica, gestione e politiche sanitarie e politiche sociali.